# Tsutomu Koyama
Tsutomu Koyama (japonès: 小山勉)  (Sakaide, 26 de juliol de 1936 - Odawara, 2 de juliol de 2012) fou un jugador de voleibol japonès que va competir durant la dècada de 1960. El 1964 va prendre part en els Jocs Olímpics de Tòquio, on guanyà la medalla de bronze en la competició de voleibol.